# Тонам (станция метро)
«Тонам» (кор. 동암역) — наземная станция Сеульского метро на Первой (Линия Кёнкин) линии. На станции установлены платформенные раздвижные двери.
Она представлена двумя боковыми платформами. Станция обслуживается Корейской национальной железнодорожной корпорацией (Korail). Расположена в квартале Сипчжон-2-дон района Пупхёнгу города Инчхон (Республика Корея).
На Первой линии поезда Кёнвон экспресс (GWː Gyeongwon) и Кёнкин экспресс (GI: Gyeongin) обслуживают станцию; Кёнбусон красный экспресс (GB: Gyeongbu red express) и Кёнбусон зелёный экспресс (SC: Gyeongbu green express) не обслуживают станцию.
Пассажиропоток — на 1 линии 57 302 чел/день (на 2012 год), на Инчхон 1 линии  12 474 чел/день.